# Філенко Тарас
Тарас Філенко (народився 1 жовтня 1958 р.) — етномузиколог, викладач і концертуючий піаніст, найбільш відомий своїми дослідженнями та поширенням історії української музики 19-го та початку 20-го століть. Висновки доктора Філенка представлені в його докторській дисертації Національної музичної академії України імені П. І. Чайковського (1989), друге звання доктор філософії в етномузикології Піттсбурзького університету (1998), та книгу «Світ Миколи Лисенка» англійською (2000) та українською (2009). Двічі отримувач стипендії Фулбрайта, д-р Філенко читав лекції та розробляв курси в академічних установах по всій Європі та Північній Америці, присвячені класичній та етнічній музичній культурі Східної Європи.

## Біографія
Доктор Тарас Філенко, піаніст, органіст і музикознавець, вивчав музику в Києві, Донецьку, Москві та Пітсбурзі. У 1982 році він здобув ступінь за фортепіанну гру, а в 1989 році — науковий ступінь (канд. наук), з історії музики Національної музичної академії України (Київська консерваторія). Філенко здобув другий докторський ступінь з етномузикології в Піттсбурзькому університеті в 1998 році.[джерело?]
Тарас Філенко народився в родині доктора Тамари Булат, всесвітньо відомої письменниці, та Юрія Філенка, вченого-космонавта. Доктор Філенко є стипендіатом стипендій Фулбрайта та Петеша. Брав участь у численних музикознавчих конференціях та міжнародних симпозіумах у Бельгії, Франції, Канаді, США, Англії, Польщі, країнах Балтії, Україні, Азербайджані та Росії. У 1990 році д-ра Філенка запросили до Едмонтона, Альберта, для проведення досліджень у Канадському інституті українських студій.
З 1998 року доктор Філенко є викладачем Центру міської музики при Університеті Дюкен. Зараз він живе в Піттсбурзі, штат Пенсильванія, де підтримує приватну фортепіанну студію, яка має високу оцінку. 

## Освіта
Широка освіта доктора Філенка не обмежується лише музичними темами. Брав участь у Програмі для керівників Університету Карнегі-Меллона та Американо-Європейському семінарі в Зальцбурзі, Австрія. Він також отримав диплом із державного управління в Академії управління в Україні.
Доктор Філенко понад двадцять п'ять років працює в галузі історії музики, етномузикології та музичного виконавства (фортепіано та орган). У 1986 році Філенко був призначений викладачем української музики, фортепіано та курсів фортепіанної літератури в Національній музичній академії України. Протягом п'яти років він також працював викладачем кафедри історії української музики, а згодом — п'ять років помічником декана кафедри диригування та голосу. Працював також науковим співробітником Інституту українознавства Київського національного університету.
Успішно поєднуючи роботу науковця, викладача та виконавця, Філенко читав лекції, викладав і виступав по всьому світу. З концертними виступами відвідав Англію, Францію, Польщу, Німеччину, Бельгію, Австрію, Росію, країни Балтії, Сербію, Канаду, Коста-Рику та США. Його записи включають аранжування класичної музики та джазу. Часто його концерти та виступи в ЗМІ популяризують творчість сучасних українських композиторів.[джерело?]
Доктор Філенко вивчав фортепіано та музикознавство в Національній музичній академії України. Пізніше він отримав ступінь доктора філософії з етномузикології в Піттсбурзькому університеті. Завдяки унікальним знанням та спеціалізованості в історії української музики Тараса запрошували викладати та виступати в університетах Англії, Франції, Польщі, Німеччини, Бельгії, Австрії, Росії, Югославії, Канади, Близького Сходу та Азії, в на додаток до всіх Сполучених Штатів.

## Публікації
Окрім безпосереднього музичного навчання, Тарас доклав руку до публікації понад 100 різних праць, які «охоплюють етнічні дослідження, музичну культуру, політику, етно/історичне музикознавство, музику та поезію. Його остання праця „Світ Миколи Лисенка: етнічна ідентичність, музика та політика в Україні дев'ятнадцятого сторіччя“, яка містить глибокий погляд на життя Миколи Лисенка, отримала численні міжнародні нагороди. У 1989 році Тарас долучився до своєї матері у виданні та дослідженні цієї книги. У 2001 році, доповнена UMF, команда Філенка та Булата нарешті надрукувала книгу. Одразу отримала нагороду „Книжка року“ від Асоціації видавців України. Його також із захопленням рецензували в Міністерстві культури України. Готується україномовна версія, а 2002 рік проголошено в Україні „Роком Миколи Лисенка“. В Українському культурно-гуманітарному інституті Тарас також написав короткий „Вступ до української класичної музики“.

## Нагороди
- 1982 — Перша премія Всеукраїнського національного конкурсу концертистів
- 1983 — Балтійська державна премія для сучасних музикантів першого ступеня
- 1985 — Премія Спілки українських композиторів за пропаганду сучасної музики
- 1986 — Диплом першого ступеня за наукові роботи, Міжнародна музична конференція, Баку, Азербайджан
- 1994 — Дослідницька постдокторська стипендія імені Фулбрайта
- 1996 — Стипендія Юлії Петеш з історичного музикознавства
- 1998 р. — стипендія Наукового товариства імені Шевченка
- 2010 — Президентська премія Форуму видавців, Львів